# 四嗪

1,2,3,4-四嗪

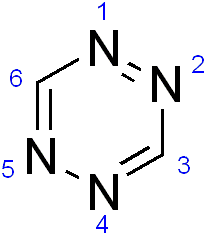
1,2,4,5-四嗪

四嗪（英語：Tetrazine）是含有四个氮原子的六元杂环化合物，不稳定，分子式为C2H2N4。理论上它有三种异构体：1,2,3,4-四嗪、1,2,4,5-四嗪、1,2,3,5-四嗪，但只有前两种是已知的。1,2,3,4-四嗪不稳定，常以与其他芳香环稠合及双N-氧化物的形式存在。

## 1,2,4,5-四嗪
1,2,4,5-四嗪是已知的，很多3,6-二取代-1,2,4,5-四嗪都已制得，并且研究得很广泛。它们中，有些可以用作能量材料。重氮乙酸乙酯在强碱存在下生成1,2,4,5-四嗪-3,6-二羧酸，再经脱羧便得到1,2,4,5-四嗪。汞阴极电解还原时，1,2,4,5-四嗪可以生成一个阴离子自由基，其中的负电荷几乎全部离域在氮原子上。
亚氨醚的盐与肼在低温下作用是制取3,6-二取代-1,2,4,5-四嗪类化合物的通用方法：
此类化合物可用作制取多种化合物的前体，包括哒嗪类、噁二唑类及二苄叉肼等。当与降冰片二烯或乙炔发生Diels-Alder反应时，它放出一分子氮气，生成哒嗪类化合物，见下图。